# Acidovorax
Acidovorax, sinònim Hydrogenomonas, és un gènere de proteobacteris del sòl amb forma de vareta que pertanyen a la família Methanomonadaceae. Són organismes aeròbics autòtrofs facultatius capaços d'oxidar l'hidrogen per formar aigua i fent servir diòxid de carboni com a font de carboni per al seu creixement. S'utilitzen per a obtenir bioproteïnes.
A. avenae causa una malaltia fitopatològica en les cucurbitàcies.